# Унуненній
Унуне́нній (лат. Ununennium, Uue) — тимчасова назва для хімічного елемента з атомним номером 119.
Елемент стане першим у восьмому періоді періодичної системи елементів.

## Історія
Назву «Унуненній» використовують як тимчасову в статтях про пошук елемента 119.
Спроба синтезувати елемент була в 1985 році за допомоги бомбардування ейнштейнія-254 ядрами кальцію-48
{\displaystyle \,_{99}^{254}\mathrm {Es} +\,_{20}^{48}\mathrm {Ca} \to \,_{119}^{302}\mathrm {Uue} ^{*}\to } жодного атома не було отримано